# Премия Теодора Кёрнера
Премия Теодора Кёрнера (нем. Theodor-Körner-Preis) — австрийская премия в области культуры и науки. Присуждается Фондом Теодора Кёрнера начиная с 1954 года.
Фонд Теодора Кёрнера был создан в 1953 году, когда президент Австрии Теодор Кёрнер отмечал своё 80-летие: по требованию политика, все направленные ему подарки были переданы в новосозданный фонд для поддержки культуры и науки.
Премия присуждается ежегодно представителям многих видов науки и искусства, как правило — не достигшим 40-летнего возраста, за находящиеся на стадии завершения проекты. Присуждением награды ведает Венский университет.
Среди многочисленных лауреатов разных лет — композиторы Готфрид фон Эйнем (1955), Карл Шиске (1960), Фридрих Церха (1964), писатели Марлен Хаусхофер (1956), Фридерика Майрёккер (1963), Андреас Окопенко (1968), Эльфрида Герстль (1978), Элизабет Райхарт (1985), художники Арнульф Райнер (1964), Готфрид Хельнвайн (1974), Вилли Пухнер (1983), Антон Фукс (1974, 1986) и др.